# 弗拉基米尔·孙戈尔金
弗拉基米尔·尼古拉耶维奇·孙戈尔金（1954年6月16日—2022年9月14日），苏联及俄罗斯新闻工作者，《共青团真理报》总编辑。

## 生平
1976年毕业于远东国立大学新闻系。毕业历任《共青团真理报》驻贝加尔-阿穆尔铁路建设区通讯员，哈巴罗夫斯克边疆区通讯员，马加丹州通讯员。1985年进入《共青团真理报》总部工作，历任青年工作部副主编、主编。1992年《共青团真理报》报社集团首席执行官。1997年开始担任《共青团真理报》总编辑。2002年开始担任《共青团真理报》报社集团总经理。
2016年5月，他被乌克兰总统波罗申科列入制裁名单。
2022年9月14日，在滨海边疆区收集探险家弗拉基米尔·阿尔谢尼耶夫的资料时中风去世。

## 荣誉
- 四级祖国功勋勋章（2014年）
- 俄罗斯联邦功勋新闻工作者荣誉称号（2018年）
- 荣誉勋章（1985年）
- 列宁共青团奖（1986年）